# 이미경 (배우)
이미경(李美庚, 1960년 2월 1일 ~ 2004년 4월 11일)은 대한민국의 배우이다.

## 학력
- 서울예술대학 연극과(1981년 졸업)

## 생애
1980년에 KBS 7기 공채 탤런트로 데뷔하여 《사랑이 꽃피는 나무》, 《대추나무 사랑 걸렸네》, 《여명의 눈동자》, 《고독》, 《왕의 여자》 등 여러 작품에 출연하였다. 2003년 목소리가 갈라지고 기침이 멈추지 않아 병원을 찾았는데 폐암 3기라는 진단을 받고 출연 중인 드라마 《왕의 여자》 출연을 중단하였다. 그 후 약 6개월 간 투병해 오다 2004년 4월 11일 밤 서울 정릉동 자택에서 향년 45세로 요절했다.

## 작품 활동

### 드라마
- 1983년 KBS2 《산유화》 - 민혜숙 역
- 1983년 KBS1 《빛과 사슬》
- 1985년 KBS1 《진도아리랑》
- 1985년 KBS1 《적도전선》
- 1985년 KBS1 《황토》
- 1986년 KBS2 《그대의 초상》
- 1986년 KBS2 《내 마음 별과 같이》
- 1987년 KBS2 《애정의 조건》
- 1987년 KBS2 《사랑이 꽃피는 나무》
- 1987년 KBS1 《환멸을 찾아서》
- 1987년 KBS2 《TV 손자병법》 전 간호사역
- 1989년 KBS1 《세노야》
- 1989년 KBS1 《지리산》
- 1989년 MBC 《사랑은 구름을 비로 내리고》
- 1989년 KBS2 《끝없는 사랑》
- 1990년 MBC 《각시방에 사랑 열렸네》
- 1991년 KBS2《도둑의 아내》
- 1991년 MBC 《무동이네 집》
- 1991년 KBS2 《우리는 중산층》
- 1991년 MBC 《여명의 눈동자》 - 하나꼬 역
- 1991년 KBS1 《바람꽃은 시들지 않는다》
- 1991년 KBS1 《내일은 봄》
- 1992년 MBC 《질투》 - 김수원 역
- 1993년 MBC 《파일럿》 - 노혜란의 직장 선배 역
- 1993년 KBS1 《당신이 그리워질때》- 영덕 역
- 1994년 KBS1 《대추나무 사랑걸렸네》- 고탱자 역
- 1995년 KBS2 《간 큰 남자》
- 1996년 MBC 《애인》 - 우승진 역
- 1996년 EBS1 《감성세대》
- 1997년 MBC 《남자 셋 여자 셋》
- 1997년 MBC 《딸의 선택》
- 1997년 SBS 《미스 & 미스터》
- 1997년 SBS 《LA아리랑》
- 1997년 MBC 《사랑과 이별》
- 1997년 KBS2 《웨딩드레스》
- 1998년 KBS2 《바람처럼 파도처럼》
- 1998년 KBS1 《내사랑 내곁에》 - 허미숙 역
- 1998년 KBS2 《짝사랑》
- 1999년 MBC 《미니 연작 - 봄》
- 1999년 MBC 《아름다운 선택》
- 1999년 MBC 《사랑해 당신을》
- 1999년 KBS2 《초대》 - 장이경 역
- 1999년 KBS2 《슬픈 유혹》 - 은숙 역
- 2001년 MBC 《가을에 만난 남자》 - 민서원 역
- 2002년 MBC 《내 이름은 공주》 - 차태희 역
- 2002년 KBS2 《고독》 - 김명희 역
- 2003년 SBS 《태양의 남쪽》 - 문도경 역
- 2003년 SBS 《왕의 여자》

### 영화
- 1978년 《당신만을 사랑해》
- 1980년 《그때 그사람》
- 1982년 《낮은 대로 임하소서》 - 친구 2 역
- 1987년 《물망초》 - 영희 역
- 1987년 《난운》
- 1991년 《눈물의 웨딩 드레스》 - 점백이 역
- 1991년 《오엑스》
- 1994년 《한 줌의 시간 속에서》 - 무녀 역
- 1994년 《무거운 새》 - 운혜 역
- 1994년 《태백산맥》
- 1995년 《네온 속으로 노을지다》